# Kat en Muizen
Kat en Muizen is een eenvoudig bordspel voor twee spelers dat gespeeld kan worden op een schaak- of dambord. Er wordt gespeeld met één zwarte steen (de kat) en afhankelijk van het type speelbord (dam- of schaakbord) met respectievelijk vijf of  vier witte stenen (de muizen).

## Spelregels
Voor de kat
- De kat start vanaf het zwarte vlak in het midden van een rij aan de rand van het bord
- De kat mag zich diagonaal voorwaarts en diagonaal achterwaarts verplaatsen
- De kat begint het spel

Voor de muizen
- De muizen starten vanaf de zwarte vlakken aan de rand van het bord die tegenover de startpositie van de kat gelegen is
- De muizen mogen zich enkel diagonaal voorwaarts verplaatsen
- Er mag per speelbeurt slechts één muis verplaatst worden, de speler mag hiervoor naar eigen inzicht een muis kiezen

Algemeen
- Een verplaatsing is het schuiven van een speelstuk naar een diagonaal aangrenzend vlak
- Beide spelers doen om en om één verplaatsing
- Er worden geen stukken geslagen

## Doelstelling
Voor de katHet doel voor de Kat is om als eerste van beide spelers de overkant van het bord te halen.
Voor de muizenHet doel voor de muizen is om de kat in te sluiten zodat die geen zet meer kan doen. Als dat niet lukt is het zaak om zodanig te komen staan dat geen enkele muis zich nog kan verplaatsen voordat de kat de overkant heeft gehaald.

## Winnaar
De speler die als eerste de beoogde doelstelling haalt heeft het spel gewonnen.